# Eleonora van Poitiers
Eleonora van Poitiers, burggravin van Veurne en vrouwe van Stavele, Reninge enz. (ca. 1445-1509), was een Bourgondische hofdame en schrijver. In 1484-1487 schreef ze Les Honneurs de la cour over de etiquette aan het Bourgondische hof en mogelijk is ze ook de auteur van de Fastes de cour over het Franse deel van de reis van Filips de Schone en Johanna van Castilië in 1501. Beide teksten zijn alleen overgeleverd in latere bewerkingen. Als eminent kenner van protocollen, rituelen en rangordes, maar ook als scherp observator, wordt Eleonora van Poitiers door historici frequent opgevoerd als bron.

## Leven
Eleonora was een dochter van Jean de Poitiers en Isabel de Sousa. Haar moeder behoorde tot een bastaardtak van het Portugese koningshuis en was in 1429 naar de Bourgondische Nederlanden gekomen om Isabella van Portugal te dienen. In 1458 werd Eleonora hofdame van Isabella van Bourbon. In 1462-1463 trouwde ze met burggraaf Willem IV van Stavele. Na zijn dood op jonge leeftijd in 1469 voedde ze hun drie kinderen Guillaume, Adrienne en Antoine op zonder nog te hertrouwen. 
In 1484-1487 schreef ze een handboek over hofetiquette, dat bekend kwam te staan als Les Honneurs de la cour. Ze beriep zich niet alleen op haar eigen ervaring, maar ook op die van haar moeder en van Jeanne d'Harcourt, gravin van Namen (1372-1456).
Vermoedelijk vergezelde ze Filips de Schone en Johanna van Castilië op hun reis van de Nederlanden naar Spanje in 1501. Drie jaar later werd ze formeel hofdame van Johanna. In januari 1506 zag ze ervan af het vorstelijk paar opnieuw te vergezellen naar Spanje, en trok ze zich terug in Veurne-Ambacht. Haar gehechtheid aan de streek van haar man blijkt uit haar lidmaatschap van de Kruisbroederschap van Veurne. Ze stierf in 1509 en werd begraven in de Sint-Jans Onthoofdingkerk van Stavele. Haar grafschrift is gepubliceerd.

## Uitgaven
- "Les honneurs de la cour d’Aliénor de Poitiers", ed. Jean-Baptiste de La Curne de Sainte-Palaye, Mémoires sur l'ancienne chevalerie, considérée comme un établissement politique et militaire, Paris, N.-B. Duchesne, 1759-1781, t. II, p. 183-257
- "Les États de France (Les Honneurs de la cour)", ed. Jacques Paviot, Annuaire-Bulletin de la Société de l'histoire de France 1996, Parijs, 1998, p. 75-137
- Monique Chatenet en Pierre-Gilles Girault, Fastes de cour. Les enjeux d'un voyage princier à Blois en 1501, Presses universitaire de Rennes, 2010. DOI:10.4000/books.pur.132558